# Chùa Tự Khoát
Chùa Tự Khoát còn có tên là Hưng Phúc tự thuộc thôn Tự Khoát, xã Ngũ Hiệp, huyện Thanh Trì, Hà Nội. Chùa được 2 công chúa thời nhà Lý dùng tiền xây dựng rồi tu luôn tại đó.

## Lịch sử
Theo truyền thuyết, vào cuối thời Lý, Vua Lý Huệ Tông (1211 - 1224) mắc bệnh nặng mà chưa có con nối ngôi, đất nước loạn lạc, dân chúng cơ hàn. Có hai vị công chúa xin về đất làng Tự Khoát, lấy đỉnh Trúc Lĩnh (núi có nhiều cây trúc) của làng làm nơi nghỉ. Hai bà thấy dân chúng đói khổ, thiếu ruộng tốt để cày cấy, liền xuất hết tiền bạc của mình để mua thóc gạo cứu giúp những người nghèo rồi chiêu tập họ khai hoang để có ruộng cày cấy. Thấy làng có cả một núi trúc bạt ngàn, hai bà tổ chức cho dân làng đẵn trúc để đan lát các loại thúng mủng, nong nia để dùng và bán, từ đó dân làng có nghề đan lát. Hai bà còn cho dựng am Đông Phù để sớm hôm đèn nhang cầu mong cho dân làng được no đủ, hạnh phúc. Được hai năm, nhà Vua bắt hai bà về triều để gả cho quan lang ở biên giới, song hai bà nhất quyết không nghe lời. Không thuyết phục được, nhà vua cho đốt am Đông Phù nhằm triệt chỗ nương thân của hai bà. Song hai bà lại được dân làng Tự Khoát đón về, dựng lại am trên núi Trúc, rồi mở mang am thành chùa, nên gọi là chùa Tự Khoát (chùa mở rộng), trở thành một ngôi chùa lớn trong vùng.
Chùa hiện có 52 pho tượng tròn, 1 quả chuông, 3 tấm bia đá, nhiều hoành phi, câu đối, hai con rồng đá trước cửa chính của chùa, kiệu rước, long ngai, bát hương... mang nét nghệ thuật thời nhà Lê và thời nhà Nguyễn.
Năm 1988, chùa đã được công nhận di tích lịch sử - văn hóa.